# Молодівський яр (заказник)
Молодівський яр — ландшафтний заказник місцевого значення в Україні. Розташований у межах Сокирянської міської громади Дністровського району Чернівецької області, біля села Братанівка.
Площа 267,3 га. Статус присвоєно згідно з рішенням 2-ї сесії обласної ради XXII скликання від 16.12.1994 року. Перебуває у віданні ДП «Сокирянський лісгосп» (Іванівецьке лісництво, кв. 55-56; кв. 8, вид. 2, 3; кв. 6).
Статус присвоєно для збереження ландшафтного комплексу з лісами на крутосхилах глибокого яру, який виходить до Дністра. Є цінні геологічні та геоморфологічні утворення.
Молодівський яр фактично є гирлом невеликої річки, має протяжність близько 2 км. і закінчується естуарієм, в який заходять води Дністра. Правий схил характеризується більш пологим схилом і наявністю лісової рослинності, це переважно граб, дуб, тополя. Лівий схил значно крутіший. На ньому чітко видно різні геоморфологічні утворення, а також ерозійні процеси. Верхні шари ґрунту часто зсуваються, оголюючи тверду материнську породу, а тому тут є цікавий матеріал для геологічних досліджень. Молодівський яр має наукове та естетичне значення, а тому в перспективі придатний до наукових досліджень та облаштувань місць відпочинку.
Назва походить від колишнього села Молодове, яке раніше було поруч, а нині затоплене водами Дністровського водосховища.
Ландшафтний заказник «Молодівський яр» ходить до складу Хотинського національного природного парку.

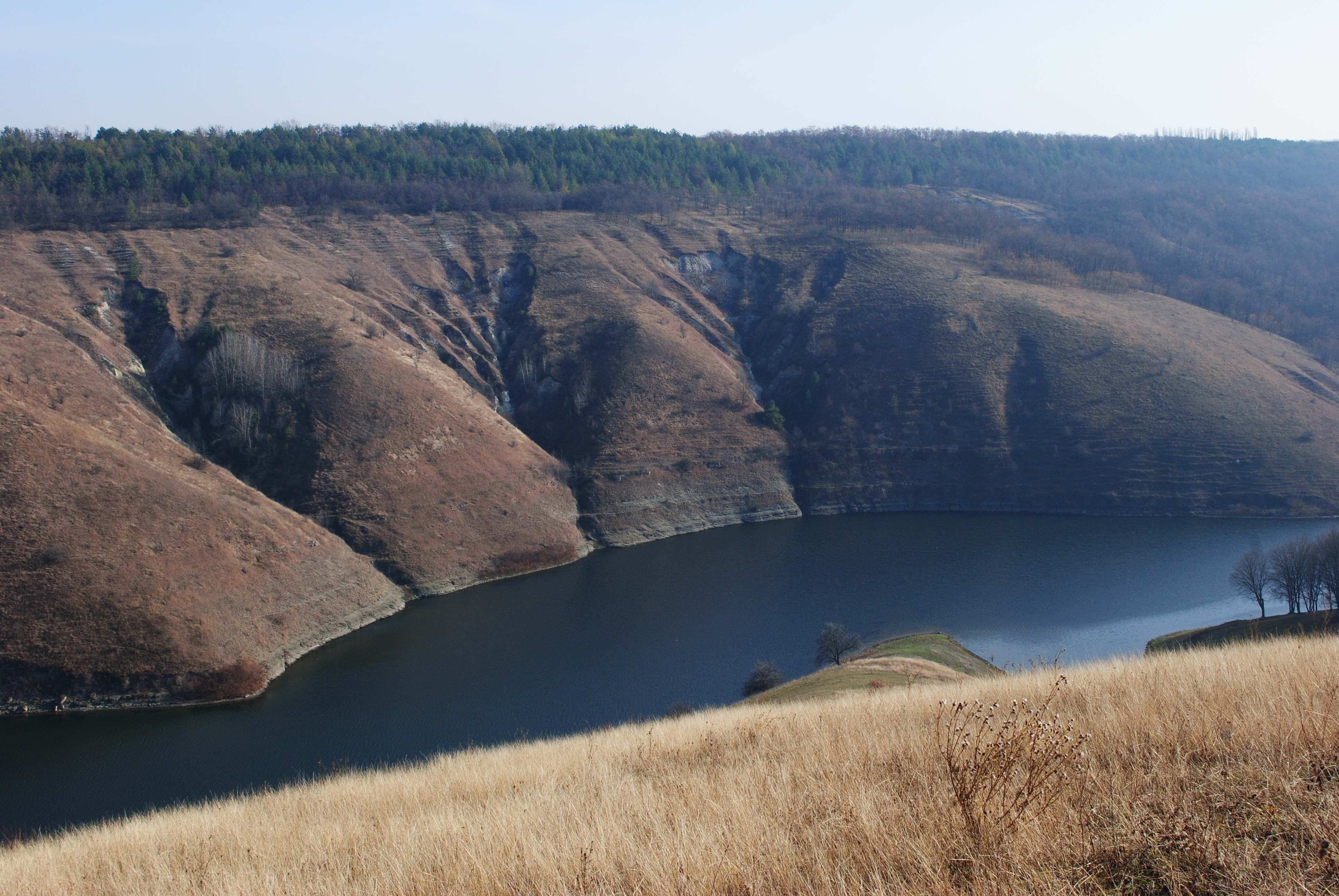